# Baihar
Baihar è una suddivisione dell'India, classificata come nagar panchayat, di 15.400 abitanti, situata nel distretto di Balaghat, nello stato federato del Madhya Pradesh. In base al numero di abitanti la città rientra nella classe IV (da 10.000 a 19.999 persone).

## Geografia fisica
La città è situata a 22° 6' 0 N e 80° 32' 60 E e ha un'altitudine di 566 m s.l.m..

## Società

### Evoluzione demografica
Al censimento del 2001 la popolazione di Baihar assommava a 15.400 persone, delle quali 7.844 maschi e 7.556 femmine. I bambini di età inferiore o uguale ai sei anni assommavano a 2.123, dei quali 1.084 maschi e 1.039 femmine. Infine, coloro che erano in grado di saper almeno leggere e scrivere erano 10.247, dei quali 5.855 maschi e 4.392 femmine.